# 1,4-butaandioldiglycidylether
1,4-butaandioldiglycidylether is een organische verbinding met als brutoformule C10H18O4. Het is een kleurloze vloeistof.

## Toxicologie en veiligheid
De stof kan waarschijnlijk ontplofbare peroxiden vormen en reageert met sterk oxiderende stoffen, zuren en basen.